# 트위스티드 (소프트웨어)
트위스티드(Twisted)는 파이썬으로 작성된 사건 기반의 네트워크 프로그래밍 프레임워크로, MIT 라이선스로 허가되었다.

## 같이 보기
- 웹 애플리케이션 서버
- 반응자 패턴
- 네티 (소프트웨어)
- Node.js
- Kivy